# Makura no Sōshi
El libro de la almohada (枕草子 Makura no Sōshi?) es un diario escrito por la autora japonesa Sei Shōnagon, dama de la corte de la emperatriz Sadako Teishi, hacia el año 1000, durante la era Heian. Es considerada una pieza clásica de la literatura japonesa y una obra maestra de la literatura universal.

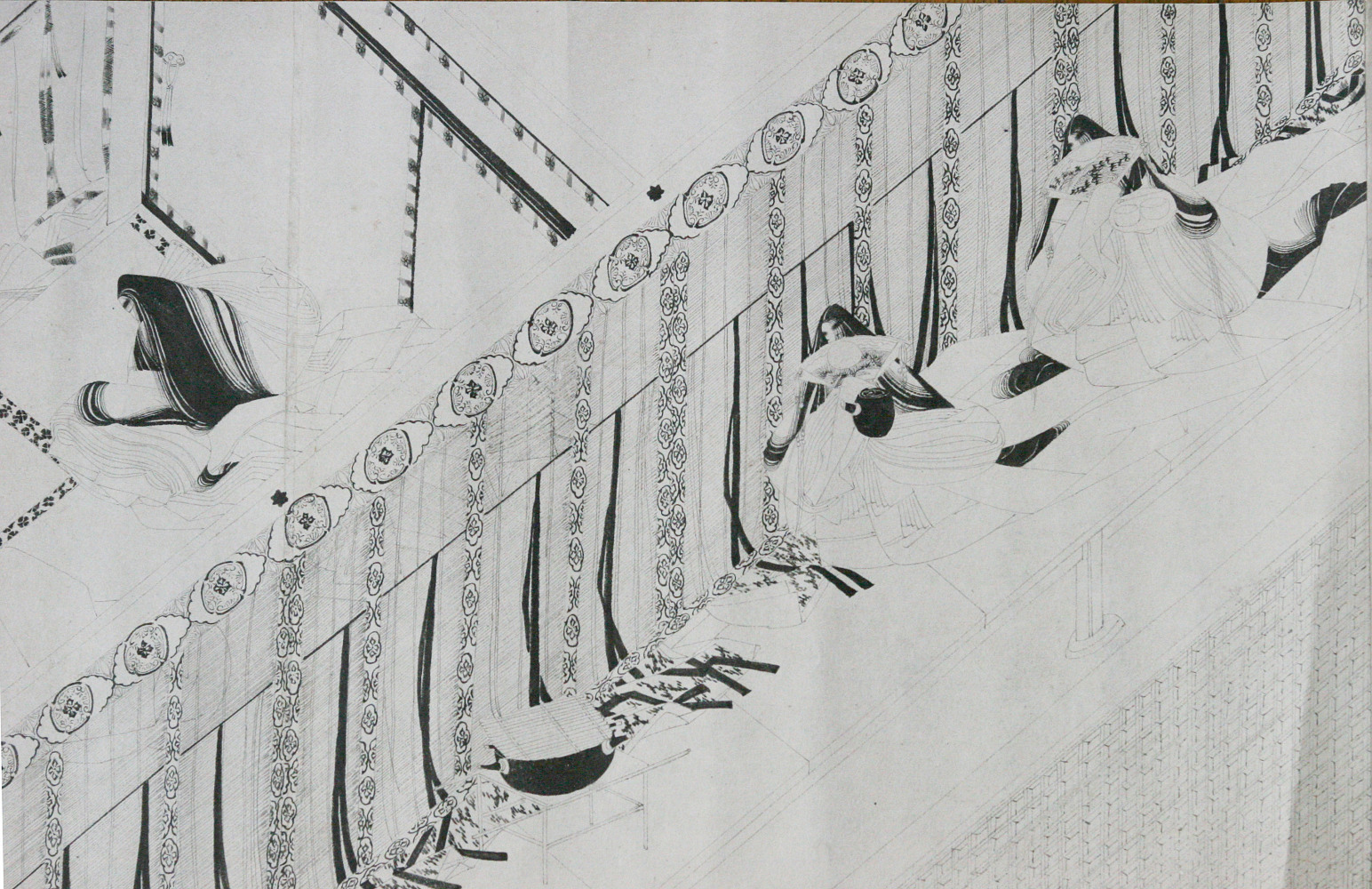
Ilustración de Makura no Sōshi.

Se lo ha clasificado como un nikki o diario íntimo que la autora escribió durante los diez años que vivió en la corte. Pero también ha sido calificado dentro del género literario zuihitsu, cercano al ensayo, del cual se considera a Sei Shonagon precursora.
A lo largo de sus trescientos breves capítulos, además de descripciones de la vida de la corte, incluye partes enteras de aforismos y reflexiones en las que la agudeza de la observación y el refinamiento estilístico se conjugan con la ironía y la libertad de juzgar. Por otro lado, hay secciones que son verdaderos catálogos de nombres de plantas, de pájaros, de flores, que dan lugar también a listas de cosas espléndidas, cosas que dan vergüenza, cosas tranquilizadoras.
El libro de la almohada fue escrito en hiragana, sistema de escritura japonesa silábico, que era más frecuentemente usado para la escritura íntima, como las cartas de amor, a diferencia de la literatura de los "grandes temas" que se escribían en el sistema kanji derivado del chino.
Como señalara André Beaujard[cita requerida], único traductor al francés de la obra, a Sei Shonagon le gusta evocar los sentimientos más fugitivos, la evanescencia de las cosas. Busca la palabra justa con un estilo elegante que no excluye una expresión vigorosa.
Por su parte, Octavio Paz[cita requerida], admirado ante la belleza y la transparencia de su prosa, descubre en ella un mundo milagrosamente suspendido en sí mismo, cercano y remoto a un tiempo, como encerrado en una esfera de cristal.